# Bolot Beischenalijew

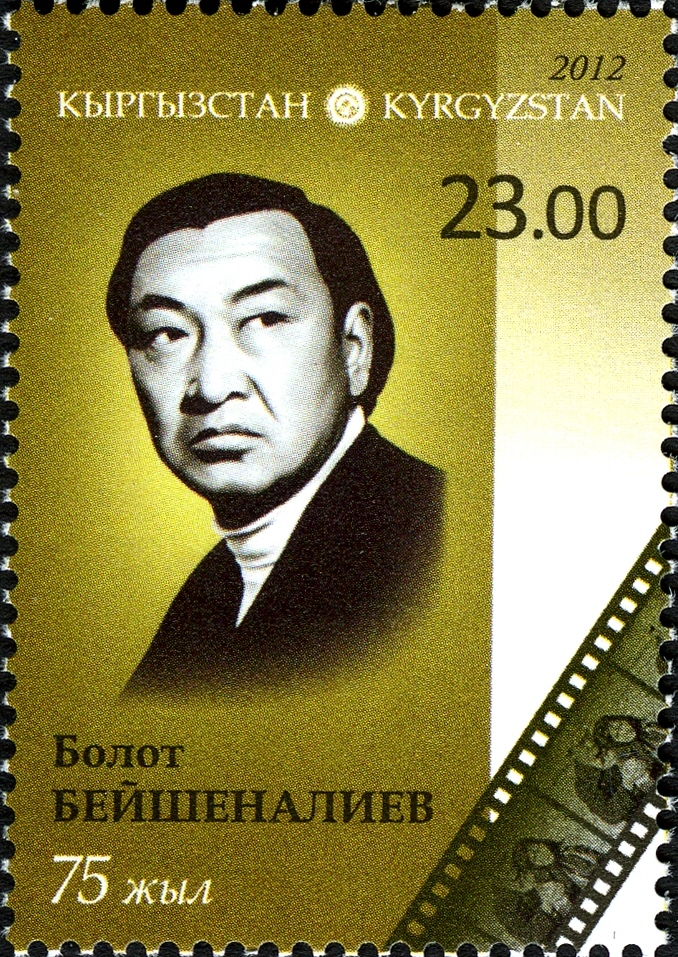
Bolot Bejschenaljew

Bolot Beischenalijew (kirgisisch/russisch Болот Бейшеналиев) (* 25. Juni 1937 im Oblus Tschüi, Kirgisische SSR, Sowjetunion; † 18. November 2002 in Bischkek, Kirgisistan) war ein sowjetischer und kirgisischer Schauspieler.

## Leben
Beischenalijew beendete 1963 sein Studium am Taschkenter Staatlichen Institut für Kunst und arbeitete beim staatlichen Filmstudio Kirgisfilm. Im Jahre 1995 wurde ihm der Titel „Volkskünstler Kirgisistans“ verliehen.

## Filmografie (Auswahl)
- 1965: Der erste Lehrer (kirgisisch Биринчи мугалим, russisch Первый учитель)
- 1966: Andrej Rubljow
- 1967: Sterne an den Mützen
- 1969: Sehnsucht nach Djamila
- 1972: Die siebente Kugel
- 1976: Mama, ich lebe